# Social Club Misfits
Social Club Misfits, conocido como Social Club desde 2012 hasta 2016, es un dúo cristiano de hip hop de Miami, Florida formado por los raperos FERN y Marty. Formaron su asociación musical en 2011 y lanzaron su primer álbum gratuito, titulado Misfits, el 27 de noviembre de 2012. Luego, el dúo lanzó dos EP titulados Misfits-EP, lanzado el 26 de marzo de 2013, y Rejects. el 2 de abril de 2013. Este último obteniendo cierto éxito en listas de Billboard. El tercer álbum gratuito del dúo salió el 13 de septiembre de 2013 titulado Summer of George. Su álbum más memorable fue Misfits 2, lanzado el 29 de abril de 2014 y Us, lanzado el 24 de marzo de 2015.

## Biografía
Social Club se formó a mediados de 2011 en Miami, Florida. Se rebautizaron a sí mismos como Social Club Misfits en abril de 2016, cuando firmaron con Capitol Christian Music Group.

### Marty
Martin Lorenzo Santiago (nacido el 8 de junio de 1987), conocido con el nombre artístico de Marty y, a veces, de Marty Mar, es un rapero estadounidense del género hip hop cristiano. Su primera obra extendida, Marty for President, fue lanzada en 2015. Este fue su lanzamiento más relevante como solista en las listas de éxitos de la revista Billboard. En 2020, anunció una segunda edición de su EP.

### Fern
Fernando Miranda (nacido el 16 de mayo de 1979), conocido como Fern y, a veces, FERN, F.E.R.N. o Fernie, es un rapero puertorriqueño del género hip hop cristiano. Como solista, su primer EP, 68 and Douglas, fue lanzado en 2015. Este fue su gran lanzamiento en las listas de éxitos de la revista Billboard.
En 2017, Fern anunció que iba a aparecer en la película Canal Street. La película se estrenó en 2018.

## Historia

### EPs
El dúo cristiano de hip hop lanzó su primer EP el 26 de marzo de 2013 titulado Misfits-EP, pero no llegó a las listas. Luego, lanzó Rejects. el 2 de abril de 2013, y tuvo cierto éxito en las listas comerciales en las listas Billboard Gospel Albums y Christian Albums en los números 9 y 32 respectivamente. Esto ocurrió en listas del 20 de abril de 2013. El EP fue lanzado por el sello Social Club Misfits. El dúo lanzó su tercer EP, The Misfit Generation, el 6 de mayo de 2016, a través de Capitol Christian Music Group con su nuevo nombre, Social Club Misfits.

### Álbumes
El dúo cristiano de hip hop lanzó dos álbumes gratuitos: Misfits el 27 de noviembre de 2013 y Summer of George el 13 de septiembre de 2013. Su tercer álbum, Misfits 2, lanzado el 29 de abril de 2014, se ubicó en el puesto 59 en el Billboard 200 el 17 de mayo de 2014, y en otras listas de Billboard como álbumes de gospel, álbumes cristianos, álbumes independientes, álbumes de rap en los números 3., 6, 14 y 10 respectivamente. Su tercer proyecto, US, fue lanzado el 24 de marzo de 2015 y se ubicó en el número 9 en los álbumes de rap de Billboard y otras listas de Billboard, como álbumes cristianos, álbumes independientes y 200, en los números 3, 11 y 103, todo el 2 de abril., 2015. Su álbum, Mood // Doom, ganó el premio Dove 2021 al Álbum del año de rap / hip-hop.

## Discografía

### Álbumes de estudio
| Título                            | Detalles del álbum                                                                                   | Posiciones más altas | Posiciones más altas | Posiciones más altas | Posiciones más altas |
| Título                            | Detalles del álbum                                                                                   | Billboard 200        | TCA                  | Gospel               | Rap                  |
| --------------------------------- | --- | -------------------- | -------------------- | -------------------- | -------------------- |
| Misfits                           | - Lanzamiento: 27 de noviembre de 2012 - Discográfica: Social Club - Formatos: CD, descarga digital  | -                    | -                    | -                    | -                    |
| Summer of George                  | - Lanzamiento: 13 de septiembre de 2013 - Discográfica: Social Club - Formatos: CD, descarga digital | -                    | -                    | -                    | -                    |
| Misfits 2                         | - Lanzamiento: 29 de abril de 2014 - Discográfica: Social Club - Formatos: CD, descarga digital      | 59                   | 6                    | 3                    | 10                   |
| US                                | - Lanzamiento: 24 de marzo de 2015 - Discográfica: Social Club - Formatos: CD, descarga digital      | 103                  | 3                    | -                    | 9                    |
| The Misadventures of Fern & Marty | - Lanzamiento: 13 de enero de 2017 - Discográfica: Social Club - Formatos: CD, descarga digital      | 80                   | 2                    | -                    | 4                    |
| Into the Night                    | - Lanzamiento: 9 de febrero de 2018 - Discográfica: Capitol CMG - Formatos: CD, descarga digital     | -                    | 5                    | -                    | -                    |
| Mood // Doom                      | - Lanzamiento: 20 de diciembre de 2019 - Discográfica: Capitol CMG - Formatos: CD, descarga digital  | -                    | -                    | -                    | -                    |
| Feared by Hell                    | - Lanzamiento: 30 de octubre de 2020 - Discográfica: Capitol CMG - Formatos: CD, descarga digital    | -                    | -                    | -                    | -                    |

### EPs
| Título                | Detalles del álbum                                                                                   | Posiciones más altas | Posiciones más altas | Posiciones más altas |
| --------------------- | --- | -------------------- | -------------------- | -------------------- |
| Título                | Detalles del álbum                                                                                   | TCA                  | Gospel               | Rap                  |
| Misfits               | - Lanzamiento: 26 de marzo de 2013 - Label: Social Club - Formatos: CD, descarga digital             | -                    | -                    | -                    |
| Rejects.              | - Lanzamiento: 2 de abril de 2013 - Label: Social Club - Formatos: CD, descarga digital              | 32                   | 9                    | -                    |
| The Misfit Generation | - Lanzamiento: 6 de mayo de 2016 - Discográfica: Capitol CMG - Formatos: CD, descarga digital        | 4                    | -                    | 8                    |
| Mood.                 | - Lanzamiento: 5 de abril de 2019 - Discográfica: Capitol CMG - Formatos: CD, descarga digital       | -                    | -                    | -                    |
| Doom.                 | - Lanzamiento: 20 de septiembre de 2019 - Discográfica: Capitol CMG - Formatos: CD, descarga digital | -                    | -                    | -                    |

### Sencillos
| Año  | Título                                           | Posiciones más altas | Posiciones más altas | Álbum                 |
| Año  | Título                                           | US Christ            | Christ Airplay       | Álbum                 |
| ---- | ------------------------------------------------ | -------------------- | -------------------- | --------------------- |
| 2016 | "Courage" (featuring Tree Giants)                | 49                   | 42                   | The Misfit Generation |
| 2017 | "Dive" (featuring Beam)                          | 47                   | —                    | Into the Night        |
| 2017 | "Say Goodbye"                                    | —                    | —                    | Into the Night        |
| 2018 | "War Cry" (featuring Tauren Wells)               | 32                   | 27                   | Into the Night        |
| 2018 | "Tuyo" (featuring Danny Gokey and Jordin Sparks) | 40                   | 27                   | Into the Night        |
| 2018 | "Too Bad"                                        | —                    | —                    | non-album single      |
| 2019 | "Everytime"                                      | —                    | —                    | Mood // Doom          |
| 2019 | "Testify" (featuring Crowder)                    | 46                   | —                    | Mood // Doom          |
| 2019 | "Que lo Que (En Español)"                        | —                    | —                    | non-album single*     |
| 2019 | "Believe"                                        | —                    | —                    | Mood // Doom          |
| 2019 | "Enough" (featuring Austin French)               | —                    | —                    | Mood // Doom          |
| 2020 | "Is That Okay?"                                  | —                    | —                    | Feared by Hell        |
| 2020 | "God on My Side" (with Ty Brasel)                | —                    | —                    | Feared by Hell        |
| 2020 | "Conmigo" (with Jay Kalyl and Samuel Ash)        | —                    | —                    | Feared by Hell        |